# Піттсфілд (Массачусетс)
Піттсфілд (англ. Pittsfield) — місто (англ. city) в США, в окрузі Беркшир штату Массачусетс. Населення — 43 927 осіб (2020).

## Географія
Піттсфілд розташований за координатами 42°27′7″ пн. ш. 73°15′38″ зх. д. / 42.45194° пн. ш. 73.26056° зх. д. (42.452045, -73.260540). За даними Бюро перепису населення США в 2010 році місто мало площу 109,98 км², з яких 104,81 км² — суходіл та 5,17 км² — водойми.

### Клімат
| Клімат : Піттсфілд                       | Клімат : Піттсфілд | Клімат : Піттсфілд | Клімат : Піттсфілд | Клімат : Піттсфілд | Клімат : Піттсфілд | Клімат : Піттсфілд | Клімат : Піттсфілд | Клімат : Піттсфілд | Клімат : Піттсфілд | Клімат : Піттсфілд | Клімат : Піттсфілд | Клімат : Піттсфілд | Клімат : Піттсфілд |
| Показник                                 | Січ.               | Лют.               | Бер.               | Квіт.              | Трав.              | Черв.              | Лип.               | Серп.              | Вер.               | Жовт.              | Лист.              | Груд.              | Рік                |
| Абсолютний максимум, °C                  | 18,3               | 22,8               | 27,2               | 32,8               | 34,4               | 37,8               | 38,3               | 37,8               | 35,0               | 29,4               | 25,6               | 19,4               | 38,3               |
| Середній максимум, °C                    | −1,7               | 0,2                | 5,5                | 12,6               | 19,1               | 23,4               | 25,9               | 25,1               | 20,6               | 14,3               | 8,2                | 1,1                | 12,9               |
| Середній мінімум, °C                     | −11,3              | −9,3               | −5,7               | 0,9                | 6,3                | 11,6               | 13,6               | 13,2               | 8,8                | 2,9                | −1,7               | −7                 | 1,9                |
| Абсолютний мінімум, °C                   | −30                | −32,2              | −23,3              | −12,2              | −4,4               | −0,6               | 4,4                | 0,0                | −5                 | −10                | −18,3              | −30,6              | −32,2              |
| Норма опадів, мм                         | 74                 | 68                 | 86                 | 98                 | 107                | 112                | 108                | 104                | 101                | 120                | 100                | 76                 | 1154               |
| Днів з опадами                           | 13                 | 11                 | 14                 | 13                 | 15                 | 17                 | 17                 | 17                 | 16                 | 14                 | 13                 | 13                 | 173,0              |
| ---------------------------------------- | ------------------ | ------------------ | ------------------ | ------------------ | ------------------ | ------------------ | ------------------ | ------------------ | ------------------ | ------------------ | ------------------ | ------------------ | ------------------ |
| Джерело: Western Regional Climate Center |                    |                    |                    |                    |                    |                    |                    |                    |                    |                    |                    |                    |                    |

## Демографія
Згідно з переписом 2010 року, у місті мешкало 44 737 осіб у 19 653 домогосподарствах у складі 11 282 родин. Густота населення становила 407 осіб/км². Було 21487 помешкань (195/км²).
Расовий склад населення:
| - 88,3 % — білих - 5,3 % — чорних або афроамериканців - 1,2 % — азіатів - 0,2 % — корінних американців - 1,9 % — осіб інших рас |

До двох чи більше рас належало 3,0 %. Частка іспаномовних становила 5,0 % від усіх жителів.
За віковим діапазоном населення розподілялося таким чином: 21,2 % — особи молодші 18 років, 61,2 % — особи у віці 18—64 років, 17,6 % — особи у віці 65 років та старші. Медіана віку мешканця становила 42,5 року. На 100 осіб жіночої статі у місті припадало 92,3 чоловіків; на 100 жінок у віці від 18 років та старших — 90,1 чоловіків також старших 18 років.
Середній дохід на одне домашнє господарство становив 59 312 долари США (медіана — 43 916), а середній дохід на одну сім'ю — 72 717 доларів (медіана — 58 551). Медіана доходів становила 51 912 долари для чоловіків та 38 720 доларів для жінок. За межею бідності перебувало 17,2 % осіб, у тому числі 28,3 % дітей у віці до 18 років та 8,5 % осіб у віці 65 років та старших.
Цивільне працевлаштоване населення становило 20 853 особи. Основні галузі зайнятості: освіта, охорона здоров'я та соціальна допомога — 30,7 %, роздрібна торгівля — 13,5 %, мистецтво, розваги та відпочинок — 10,6 %, науковці, спеціалісти, менеджери — 9,0 %.

## Уродженці
- Гарет Макнамара (* 1967) — американський спортсмен-серфінгіст, рекордсмен світу.